# کوزواره اصلانی
کوزواره اَصلانی (سوئدی: Kosovare Asllani؛ زادهٔ ۲۹ ژوئیهٔ ۱۹۸۹)، یک بازیکن فوتبال آلبانی تبار اهل سوئد است که برای تیم ای سی میلان بازی می‌کند.
او از آلبانی تبارهای ساکن سوئد است و در کودکی به همراه خانواده‌اش به کشور سوئد مهاجرت کرده‌است.

## تیم ملی
در سپتامبر ۲۰۰۸، کوزواره اولین بازی خود را برای تیم ملی سوئد مقابل رومانی انجام داد و در سال ۲۰۰۹ برای نمایندگی سوئد در یورو ۲۰۰۹ زنان یوفا فراخوانده شد. اسلانی عضو مهم تیم ملی در مرحله مقدماتی جام جهانی فوتبال زنان فیفا ۲۰۱۱ بود اما توماس دنربی، مربی، با اختلاف نظر، او را در تیم اعزامی به آلمان برای فینال انتخاب نکرد. کارشناسان فوتبال، از جمله پیا ساندهاگ، مربی سوئدی تیم ملی ایالات متحده، از حذف اسلانی ابراز تعجب کردند.
کوزواره در سال ۲۰۱۲ برای سوئد بازی می‌کند
دنربی ، سرمربی تیم ملی زنان سوئد ، خانم کوزواره اصلانی را برای بازیهای المپیک ۲۰۱۲ لندن به تیم ملی فراخواند.
کوزواره اصلانی در المپیک تابستانی ۲۰۱۶ برای سوئد بازی کرد، جایی که این تیم مدال نقره گرفت. وی در ضربات پنالتی مقابل ایالات متحده در مرحله یک چهارم نهایی تنها یک گل به ثمر رساند، که در آن سوئد پس از تساوی ۱–۱ در وقت‌های اضافی، ضربات پنالتی را ۴–۳ برد.
از سال ۲۰۱۷، اسلانی بیش از ۹۰ بازی برای تیم ملی خود انجام داده‌است. او در جام جهانی زنان ۲۰۱۹ در پیروزی ۵–۱ مقابل تایلند گلزنی کرد.
کوزواره اصلانی در دو جام جهانی زنان فیفا حضور داشته‌است: کانادا ۲۰۱۵ و فرانسه ۲۰۱۹. او همچنین برای دو تورنمنت المپیک، در لندن ۲۰۱۲ و ریو ۲۰۱۶ در ترکیب سوئد بوده‌است.
کوزواره اصلانی در مرحله یک چهارم نهایی و نیمه نهایی فینال بازی‌های المپیک ۲۰۱۶ ریو در بین پنالتی گیران انتخاب شد، که پس از وقت اضافی به ضربات پنالتی مجبور به زدن امتیاز شد تا تصمیم بگیرد کدام تیم صعود کند. اگرچه او ضربه خود را در مرحله یک چهارم نهایی مقابل آمریکایی‌ها زد، اما تلاش او برابر برزیل در نیمه نهایی توسط باربارا مهار شد. با وجود از دست دادن، سوئد در ضربات پنالتی پیروز شد و به فینال راه یافت و در آنجا مدال نقره را به خانه برد.
در جام جهانی ۲۰۱۹، کوزواره اصلانی اعجوبه ایرانی تبار تیم ملی فوتبال زنان سوئد سه گل به ثمر رساند تا تمام بازیکنان سوئد از جمله گل اول تیم خود در این مسابقات در دقیقه ۸۳ بازی افتتاحیه سوئد برابر شیلی، گلزنی کنند. او پس از بیرون کشیدن از روی زمین در مرحله نیمه نهایی آن تورنمنت ، برای مسابقه مقام سوم بازگشت و گل اول را در پیروزی ۲–۱ برابر انگلیس به ثمر رساند

## باشگاهی
از باشگاه‌هایی که کوزواره اصلانی در آن بازی کرده‌است می‌توان به پاری سن ژرمن، منچستر سیتی، لینشوپینگ و شیکاگو رد استارز، رئال مادرید اشاره کرد.
او هم‌اکنون بازیکن تیم فوتبال میلان است.